# La Secrétaire particulière (film, 1916)
Pour les articles homonymes, voir La Secrétaire particulière.
Pour plus de détails, voir Fiche technique et Distribution.
La Secrétaire particulière (The Social Secretary) est un film américain réalisé par John Emerson en 1916.
Le film occupe une place particulière dans l'histoire du cinéma, de par la participation d'Erich von Stroheim en tant qu'acteur et assistant réalisateur, ainsi que par l'existence de plusieurs flashbacks dans le scénario écrit par Anita Loos.

## Synopsis
Mayme est tellement séduisante qu'elle est approchée par toutes les personnes qui l'emploient comme assistante. Après avoir été une fois de plus courtisée par un comte en manque d'argent, elle décide de postuler aux prochaines annonces en s'enlaidissant et rejoint finalement la maison de la riche famille de Puyster. Le stratagème ne dure cependant qu'un temps, et le fils de la famille Jimmie tombe bientôt sous le charme de Mayme.
En parallèle, la fille de la famille Elsie est à son tour charmée par le comte, qui espère récupérer une dot confortable. Afin de protéger Elsie d'une mauvaise réputation, Mayme prend le scandale à son compte et est temporairement rejetée par la famille de Puyster. Une fois qu'Elsie a pu raconter sa version de l'histoire et clarifier la situation, Mayme peut à nouveau retrouver la famille et plus encore, le film se terminant sur la demande en mariage de Jimmie.

## Fiche technique
- Titre original : The Social Secretary
- Titre français : La Secrétaire particulière
- Réalisation : John Emerson, assisté d'Erich von Stroheim (non crédité)
- Scénario : John Emerson et Anita Loos
- Photographie : Alfred Huger Moses Jr.
- Production : D. W. Griffith
- Pays d'origine :  États-Unis
- Langue originale : anglais
- Format : noir et blanc - 35 mm — 1.33:1 - film muet
- Genre : Film dramatique
- Durée : 52 minutes
- Date de sortie :
  - États-Unis : 17 septembre 1916

## Distribution
- Norma Talmadge : Mayme
- Kate Lester : Mrs. de Puyster
- Helen Weir : Elsie de Puyster
- Gladden James : Jimmie de Puyster
- Herbert French : le comte
- Erich von Stroheim : le vautour / le chasseur de scoop
- Vivia Ogden : Spinster (non créditée)